# Heterophyllium tonkinense
Heterophyllium tonkinense är en bladmossart som beskrevs av Brotherus 1925. Heterophyllium tonkinense ingår i släktet Heterophyllium och familjen Sematophyllaceae. Inga underarter finns listade i Catalogue of Life.